# Waco (Géorgie)
Pour les articles homonymes, voir Waco.
Waco est une ville de l'État de Géorgie  aux États-Unis, de 469 habitants (2000).

## Démographie
| 1890 | 1900 | 1910 | 1920 | 1930 | 1940 |
| ---- | ---- | ---- | ---- | ---- | ---- |
| 357  | 345  | 326  | 333  | 208  | 304  |

| 1950 | 1960 | 1970 | 1980 | 1990 | 2000 |
| ---- | ---- | ---- | ---- | ---- | ---- |
| 328  | 381  | 431  | 471  | 461  | 469  |

| 2010 | - | - | - | - | - |
| ---- | - | - | - | - | - |
| 516  | - | - | - | - | - |